# 새벽의 저주
《새벽의 저주》(Dawn of the Dead)는 2004년 5월 14일에 개봉한 잭 스나이더 감독의 호러 영화이다. 상영 시간 98분 (감독 판 109분).1978년에 제작된 영화 시체들의 새벽(원제는 동일한 Dawn of the Dead)의 리메이크 작품이다. 원작과는 다른 달리는 좀비라고 하는 설정에 의해, 원작과는 다른 서바이벌 액션으로서 평가되고 있다.

## 줄거리
인간에 대한 신의 심판은 가끔은 혹독할지도 모른다. 그래서 지옥을 꽉 차게 만들고 이 죽은 자들은 갈 곳이 없어 다시 지상으로 돌아와 살아 있는 인간들을 사냥하기 시작한다. 어느날 새벽, 간호사 안나는 느닷없이 나타난 옆집 소녀에게 남편이 물어 뜯겨 죽는 참혹한 광경을 목격한다. 슬퍼하거나 놀랄 틈도 없이 죽었던 남편은 다시 되살아나 안나를 공격하고 안나는 급히 집 밖으로 도망쳐 나온다. 그러나 집밖에도 이미 같은 일들이 벌어지고 있었으며, 세상은 순식간에 생지옥으로 변하고 만다. 어디서 왔는지 정체를 알 수 없는 산 시체 들에게 한번 물리면 그 순간 물린 사람도 좀비로 변하고, 이런 연쇄작용으로 인해 도시는 혼이 없는 시체들에게 점령당하고 만다.
필사적으로 도망치던 안나는 몇몇 사람들과 함께 한 쇼핑몰 안으로 피신한다. 그러나 살아있는 인간들의 마지막 도피처라고도 할 수 있는 이 쇼핑몰도 그들의 안식처가 될 수는 없었다. 극한 상황 속에 몰린 사람들이라 자신들의 의견을 내세우는 등 인간이 느낄 수 있는 최악의 갈등이 적나라하게 드러나게 된다. 설상가상으로 좀비들이 쇼핑 몰로 몰려오자 이들은 또 다른 도피처를 찾기 위하여 필사적인 탈출을 시도하게 되는데..

## 출연자
- 사라 폴리 - 안나 역
- 제이크 웨버 - 마이클 역
- 케빈 지거스 - 테리 역
- 메키 피퍼 - 안드레 역
- 빙 라메스 - 케네스 역

## 같이 보기
- 새벽의 황당한 저주